# Jean-Claude Bardet
Pour les articles homonymes, voir Bardet.
Jean-Claude Bardet, né le 22 février 1941 à Nancy et mort le 20 août 2024 à Puteaux, est un homme politique français.

## Biographie
Étudiant à Nancy, il milite pour l'Algérie française au sein de la Fédération des étudiants nationalistes (FEN), ce qui lui vaudra d'être condamné, avant d'être gracié par Charles de Gaulle, à la requête du 'Baron rouge', Emmanuel d'Astier de la Vigerie.
Après avoir terminé son doctorat en droit, il fonde en 1968 l'Institut d'études occidentales avec Dominique Venner et Thierry Maulnier[réf. nécessaire], et devient rédacteur en chef de la revue de l'Institut Cité Liberté[réf. nécessaire]. Il rejoint ensuite Alain de Benoist et adhère en 1969 au GRECE - qui entend refonder la pensée de droite -  et, selon la lettre qu'il a envoyée au Monde (publiée dans l'édition du 1er janvier 1993), quitte ce mouvement en 1975[réf. nécessaire]. Il entre à l'Union des industries et métiers de la métallurgie comme responsable juridique, où il côtoie notamment Alain Madelin[réf. nécessaire].
Au début des années 1970, il adhère à l'Union des démocrates pour la République (UDR, droite gaulliste devenue Rassemblement pour la République en 1977).[réf. nécessaire]
En 1974, il entre au cabinet de René Tomasini, ministre chargé des Relations avec le Parlement dans le gouvernement de Jacques Chirac  La même année avec Yvan Blot, Jean-Yves Le Gallou, Henry de Lesquen et Bruno Mégret, il participe — bien qu'il ne soit pas présent à la première réunion — à la fondation du Club de l'horloge pour étudier, préparer et apporter des idées et des projets novateurs aux partis des droites et du centre.
En 1976, il est parmi les fondateurs des éditions Copernic.
Après la démission de Jacques Chirac, il est recruté par la direction de l'UDR où il est chargé par René Tomasini de préparer la constitution de listes communes gaullistes-centristes UDR/UDF pour les élections municipales de 1977 afin de contrer l'Union de la gauche, en collaboration avec Jacques Toubon.[réf. nécessaire]
En 1982, il quitte, comme son ami Bruno Mégret, le RPR, auquel il reproche de ne pas avoir su tirer les leçons de la défaite à l'élection présidentielle de 1981, qui a amené à l'Élysée François Mitterrand[réf. nécessaire]. Il fonde avec Bruno Mégret les Comités d'action républicaine (CAR) pour impulser une dynamique d'alternance à la gauche[réf. nécessaire]. Il utilise alors le pseudonyme de Jean-Claude Apremont. Il est par ailleurs directeur des ressources humaines des Laboratoires pharmaceutiques Beaufour.[réf. nécessaire]
Après le ralliement des CAR au Front national, dû à l'échec de la stratégie des clubs politiques pour remplacer les partis dominants, il est soutenu par le FN aux élections législatives de 1986 dans le département de Meurthe-et-Moselle. En 1988, il adhère au Front national. Il est élu conseiller municipal de Nancy en 1989. Il devient rédacteur en chef de la revue Identité, périodique de réflexion doctrinale du FN. Il entre en 1992 au Comité Central du FN et devient responsable régional FN de la Lorraine. Élu deux fois au conseil régional de Lorraine[Quand ?], il est président du groupe FN.
Il est nommé président par le conseil d'administration de l'Union des intellectuels indépendants en 1995 et succède à Claude Adam, mais ses obligations politiques au conseil régional de Lorraine qui limitent sa disponibilité l'amènent à démissionner au bout de six mois[réf. nécessaire].
En décembre 1998, il est l'un des acteurs essentiels de la tentative d'éviction de Jean-Marie Le Pen, puis de la scission d'avec le Front national menée par Bruno Mégret, mais ne peut faire valoir sa stratégie d'union des droites[réf. nécessaire][réf. nécessaire]. Il est candidat sur la liste MNR aux élections européennes de 1999.
Il vit retiré de la vie politique nationale.[réf. nécessaire]
Il meurt à Puteaux le 20 août 2024.

## Ouvrages
- Sous la dir. de Bruno Mégret, le pseudo. « Jean-Claude Apremont », et avec Jean Hohbarr, Didier Lefranc et Jean-Claude Jacquart (préf. Julien Freund), L'Impératif du renouveau : les enjeux de demain, Paris, Albatros, 1986, 191 p. (BNF 34902092).
- Avec Jean-Mary Couderc, Saint-Avertin, Saint-Cyr-sur-Loire, Sutton, coll. « Mémoire en images », 2003, 127 p. (ISBN 2-84253-875-7).[Information douteuse]